# بيزو مكسيكي
البيزوُ المكسيكي (علامة: $؛ رمز: MXN) هي العملة الرسمية في دولةِ المكسيك. رمز الآيزو 4217 الحالي للبيزو هو MXN; قبل إعادة التقييم في عام 1993 ، وتم استخدام رمز MXP. وينقسم البيزو إلى 100 سنتفو، يمثلها "¢". وفي 9 ديسمبر 2020، بلغ سعر صرف البيّزو 23.97 دولار لليورو و19.83 دولار لكل دولار أمريكي.
وتتمتع العملات الحديثة بالبيزو والدولار بنشأة مشتركة في الدولار الإسباني من القرن الخامس عشر إلى القرن التاسع عشر، حيث تستمر معظمها في استخدام علامة "$". والبيزو المكسيكي هو العملة الخامسة عشرة الأكثر تداولاً في العالم، وثالث أكثر العملات تداولاً من الأمريكتين (بعد الدولار الأمريكي والدولار الكندي)، والعملة الأكثر تداولاً من أمريكا اللاتينية.

## التسمية

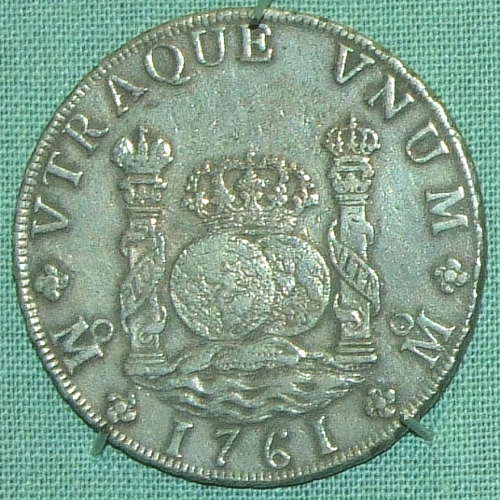

قد استخدم اسم البيزو لأول مرة في إشارة إلى (أوزان الذهب) أو البيزو (الأوزان الفضية). وتعني كلمة بيزو بالإسبانية «الوزن». وهناك بلدان أخرى التي تستخدم البيزو هي: الأرجنتين، وأوروغواي، والجمهورية الدومينيكية، وشيلي، وكوبا، وكولومبيا، والفلبين.

## تاريخ العملة

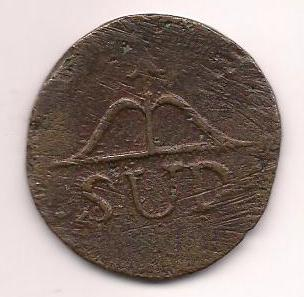

كان البيزو واح من ثمانية عملات صدرت في أمريكا اللاتينية خلال تواجد اسبانيا كانت هذه هي ما يسمى بالدولار الإسباني أو القطع من ثمانية في تداول واسع في الأمريكتين وآسيا من ذروة الإمبراطورية الإسبانية حتى أوائل القرن التاسع عشر (قبلت الولايات المتحدة الدولار الإسباني كعملة قانونية حتى قانون العملة لعام 1857).
في عام 1863، تم إصدار أول من العملات المعدنية المقومة في سنتافوس، بقيمة مائة من البيزو. وأعقب ذلك في عام 1866 بعملات مقومة بـ «بيزو واحد». استمر إصدار العملات المعدنية المقومة بالريال حتى عام 1897. في عام 1905، تم تخفيض المحتوى الذهبي للبسو بنسبة 49.3٪ ولكن المحتوى الفضي للبيزو ظل دون تغيير (تم حط العملات الفرعية). ومع ذلك، من عام 1918 فصاعدا، انخفض وزن ودقة جميع العملات الفضية، حتى عام 1977، عندما تم سك آخر الفضة 100 بيزو العملات.

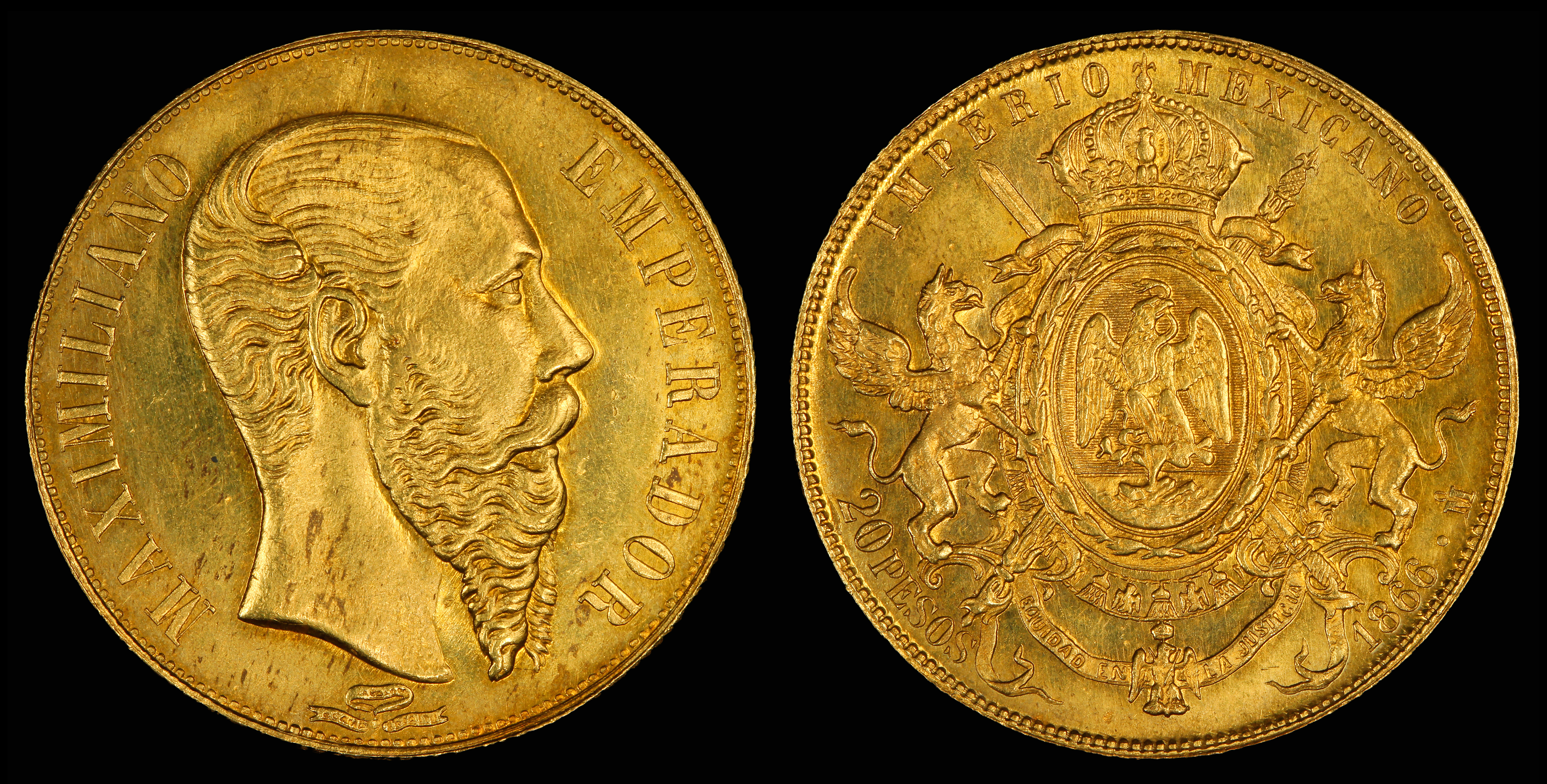
وجه وخلفي عملة ذهبية من فئة عشرين بيزو من عام 1866 ، تصور ماكسيميليان إمبراطور المكسيك.

في عام 1905 تم إجراء إصلاح نقدي تم فيه تخفيض محتوى الذهب من البيزو بنسبة 49.36٪ وتم تقليص العملات الفضية (باستثناء 1 بيزو) إلى إصدارات رمزية. تم إصدار البرونز 1 و 2 سنتافو والنيكل 5 سنتافو والفضة 10 و 20 و 50 سنتافو والذهب 5 و 10 بيزو.
في عام 1910، تم إصدار عملة بيزو جديدة، وهي Caballito الشهيرة، والتي تعتبر واحدة من أجمل العملات المعدنية المكسيكية. كان على الوجه شعار النبالة الرسمي المكسيكي (نسر به ثعبان في منقاره، يقف على نبات الصبار) والشخصيات القيادية "Estados Unidos Mexicanos" و "Un Peso". ظهر على ظهر الصورة امرأة تركب حصانًا، ويدها مرفوعة عالياً في تحذير تحمل شعلة، والتاريخ. تم سكها من الفضة 903 من عام 1910 إلى عام 1914.
في عام 1947، تم إصدار إصدار جديد من العملات الفضية، مع 50 سنتافو و 1 بيزو في 0.500 نقاء وعملة جديدة 5 بيزو في 0.900 نعومة. ظهرت صورة خوسيه ماريا موريلوس على 1 بيزو وكان هذا سيظل سمة من سمات عملة 1 بيزو حتى زوالها. كان محتوى الفضة في هذه السلسلة 5.4 جرام من البيزو. تم تقليل هذا إلى 4 جم في عام 1950، عندما تم سك عملة 0.300 نقاء 25 و 50 سنتافو و 1 بيزو جنبًا إلى جنب مع 0.720 نقاء 5 بيزو. ظهرت صورة جديدة لموريلوس على 1 بيزو، مع كواوتيموك على 50 سنتافو وميغيل هيدالغوعلى عملات 5 بيزو. لم تتم الإشارة إلى المحتوى الفضي باستثناء عملة 5 بيزو. خلال هذه الفترة، تم استخدام 5 بيزو، وبدرجة أقل، عملات معدنية من فئة 10 بيزو كوسيلة للإضراب في بعض الأحيان.
بين عامي 1960 و 1971، تم تقديم عملات معدنية جديدة، تتكون من النحاس 1 و 5 سنتافو، نحاس نيكل 10- ، 25- و 50 سنتافو، 1، 5، و 10 بيزو، والفضة 25 بيزو (فقط صدرت عام 1972). في عام 1977، تم إصدار الفضة 100 بيزو للتداول. في عام 1980، تم تقديم عملات أصغر من 5 بيزو إلى جانب 20 بيزو و (من 1982) 50 بيزو في النيكل النحاسي. بين عامي 1978 و 1982، تم تقليل أحجام العملات المعدنية لـ 20 سنتافو وما فوق. تم تقديم عملات معدنية أساسية 100 و 200 و 500 و 1000 و 5000 بيزو بين عامي 1984 و 1988.

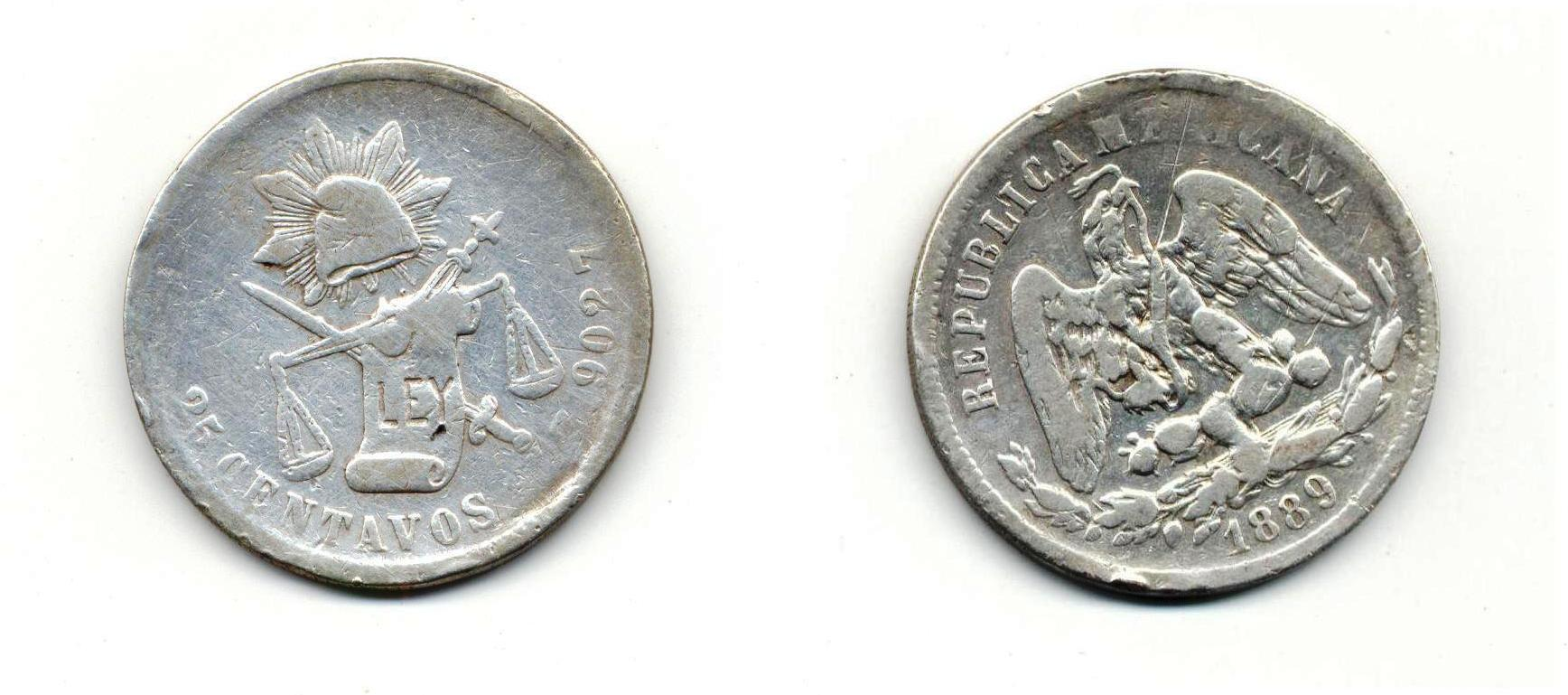
Peseta mexicana.

كانت العملات المعدنية الأولى لعملة البيزو عبارة عن قطعة سنتافو واحدة تم سكها في عام 1863. قام ماكسيميليان إمبراطور المكسيك، حاكم ماكسيميليان إمبراطور المكسيك الثانية في الفترة من 1864 إلى 1867، بسك أول عملات معدنية تحمل أسطورة «بيزو» عليها. كانت صورته على الوجه مع الأسطورة ماكسيميليان إمبراطور المكسيك
ظل البيزو المكسيكي طوال معظم القرن العشرين واحدا من أكثر العملات استقرارا في أمريكا اللاتينية، حيث لم يشهد الاقتصاد فترات من التضخم المفرط المشترك بين بلدان أخرى في المنطقة. ومع ذلك، بعد أزمة النفط في أواخر 1970s، تخلفت المكسيك عن سداد ديونها الخارجية في عام 1982، ونتيجة لذلك عانت البلاد حالة حادة من هروب رأس المال، تليها عدة سنوات من التضخم وخفض قيمة العملة، حتى اعتماد إستراتيجية اقتصادية حكومية تسمى «ميثاق الاستقرار والنمو الاقتصادي» (Pacto de estabilidad y crecimiento económico, PECE) في عهد الرئيس كارلوس سالينا. في 1 يناير 1993، قدم بنك المكسيك عملة جديدة، بيزو نويفو («بيزو جديد»، أو MXN)، مكتوب "N$" تليها المبلغ الرقمي. وكان بيزو واحد جديد، أو 1.00 دولار كندي، يساوي 1000 من البيزو MXP عفا عليها الزمن.

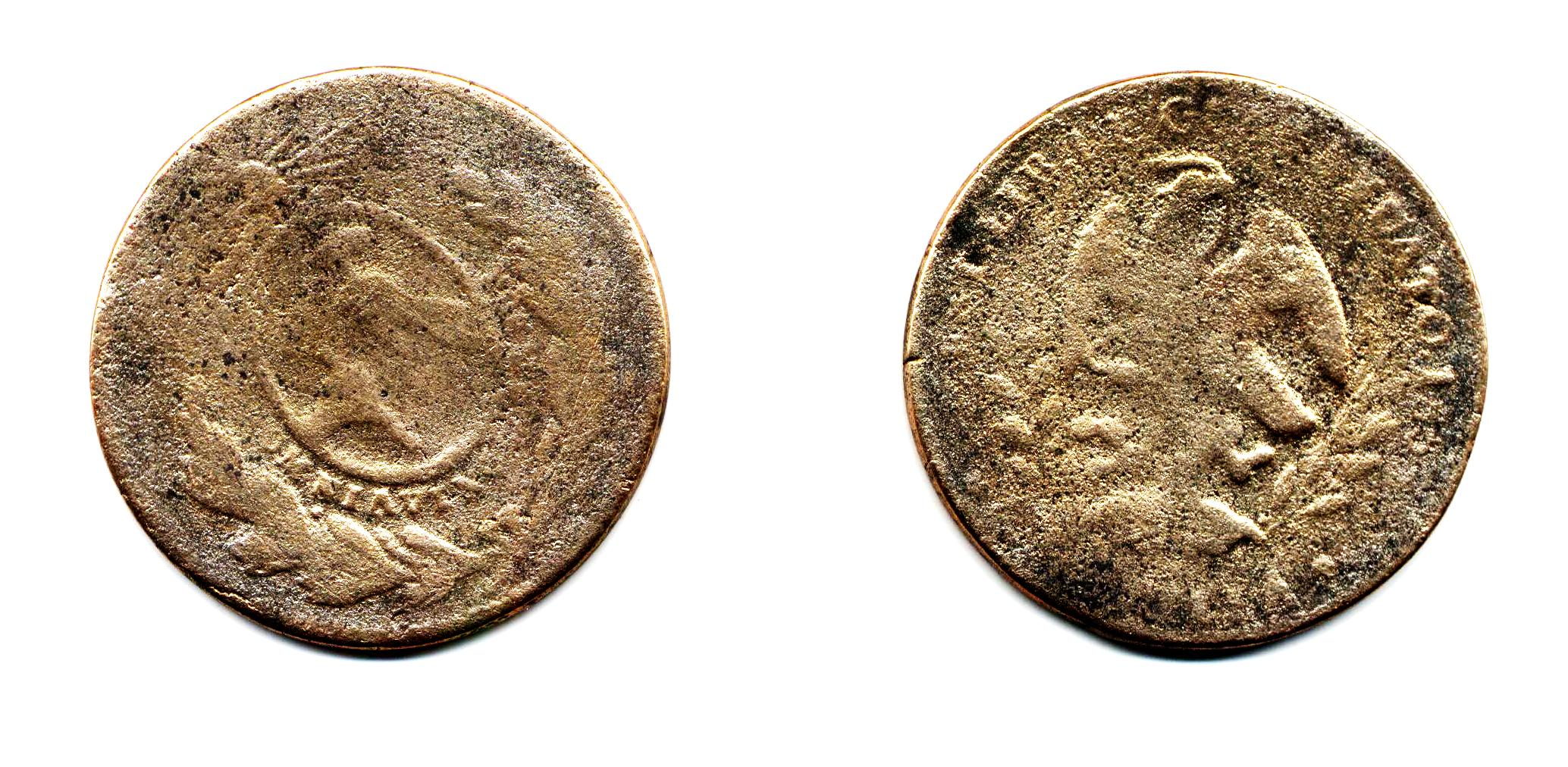

في 1 يناير 1996، تم إسقاط نويفو المعدل من الاسم، وتم تداول العملات المعدنية والأوراق النقدية الجديدة - المتطابقة في كل النواحي مع قضية عام 1993، باستثناء كلمة «نويفو» الغائبة الآن. غير أن رمز ISO 4217 ظل دون تغيير كـ MXN.
وبفضل استقرار الاقتصاد المكسيكي ونمو الاستثمار الأجنبي، أصبح البيزو المكسيكي الآن من بين أكثر 15 وحدة عملة تداولا.

## القطع النقدية
كانت القطع النقدية الأولى من عملة البيزو 1 قطعة سنتافو سك في عام 1863. الإمبراطور ماكسيميليان، حاكم الإمبراطورية المكسيكية الثانية من 1864-1867، سك القطع النقدية الأولى مع أسطورة «بيزو» عليها. كانت صورته على الجان، مع أسطورة «ماكسيميليانو إمبيرادور؛» يظهر العكس الأسلحة الإمبراطورية والأساطير «إمبيريو المكسيكي» و «1 بيزو» والتاريخ. وقد ضُربوا من عام 1866 إلى عام 1867. ضربت محدودة الطبعة عشرين بيزو العملة، خلال عام 1866 فقط، التي تضم 87.5 في المئة من الذهب، ويضم أيضا ماكسيميليان على جانب واحد ومعطف من الأسلحة على الجانب الآخر.
واصلت جمهورية المكسيك الجديدة ضرب 8 قطعة، ولكن أيضا بدأت القطع النقدية المقومة في سنتافوس والبيزو. بالإضافة إلى النحاس 1 centavo القطع النقدية، تم إدخال الفضة (.903 دقة) من 5، 10، 25 و 50 سنتافو و 1 بيزو بين عامي 1867 و 1869. تم تقديم العملات الذهبية 1 و 21/2 و 5 و 10 وعشرين بيزو في عام 1870. ظهرت الزهات المكسيكية «النسر» والأسطورة «جمهورية مكسيكية». وأظهرت عكس من أكبر القطع النقدية زوج من المقاييس؛ تلك من القطع النقدية الصغيرة، والطائفة. أدلى عملات بيزو واحد من 1865 إلى 1873، عندما 8 عملات reales استأنفت الإنتاج. في عام 1882، تم إصدار القطع النقدية من الكوبرو-نيكل 1 و2 و5 سنتافوس، ولكن تم سكها لمدة عامين فقط. أعيد إدخال البيزو 1 في عام 1898، مع غطاء فرجيان، أو تصميم غطاء الحرية يتم ترحيلها من 8 reales.
في 1905 تم إجراء إصلاح نقدي حيث تم تخفيض محتوى الذهب من البيزو بنسبة 49.36٪ والعملات الفضية (باستثناء 1-بيزو) خفضت إلى إصدارات رمزية. برونزية 1- و2 سنتفوس، النيكل 5-سنتافوس، الفضة 10-، 20-، و 50 سنتافوس والذهب 5- و 10 بيزوات.
في عام 1910، تم إصدار عملة بيزو جديدة، كاباليتو الشهيرة، التي تعتبر واحدة من أجمل العملات المكسيكية. وكان العفريت معطف المكسيكي الرسمي من الأسلحة (نسر مع ثعبان في منقارها، والوقوف على مصنع الصبار) والأساطير «Estados Unidos المكسيكية» و «بيزو الأمم المتحدة». وأظهر العكس امرأة تركب حصاناً، ورفعت يدها عالياً في الحض وهي تحمل شعلة، والتاريخ. تم سك هذه في.903 الفضة من 1910 إلى 1914.
في عام 1947، تم ضرب عدد جديد من العملات الفضية، مع 50 سنتافو و 1 بيزو في 0.500 دقة وعملة جديدة 5 بيزو في 0.900 صاف. ظهرت صورة لخوسي ماريا موريلوس على البيزو 1 وكان هذا لتبقى سمة من سمات عملة 1 بيزو حتى زوالها. وكان المحتوى الفضي لهذه السلسلة 5.4 غرام إلى البيزو. تم تخفيض هذا إلى 4 ز في عام 1950، عندما تم سك 0.300 25- و 50-centavo، و1 بيزو العملات جنبا إلى جنب مع.720 صاف 5 بيزو. ظهرت صورة جديدة لموريلوس على البيزو 1، مع كواوهتيموكو على 50 سنتافو وميغيل هيدالغو على القطع النقدية 5 بيزو. ولم ترد إشارة إلى المحتوى الفضي الا على عملة الخمسة بيزو. خلال هذه الفترة 5 بيزو، وإلى حد أقل، استخدمت أيضا 10 بيزو العملات المعدنية كمركبات لضربات التذكارية في بعض الأحيان.
بين عامي 1960 و 1971، تم إدخال عملة جديدة، تتكون من النحاس الأصفر 1- و 5-centavos، cupro-النيكل 10-، 25-، و 50-centavos، 1-، 5-، و 10 بيزو، والفضة 25 بيزو (صدر فقط 1972). في عام 1977، تم إصدار الفضة 100 بيزو للتداول. في عام 1980، تم إدخال أصغر 5 بيزو العملات جنبا إلى جنب مع 20 بيزو و (من 1982) 50 بيزو في كوبرو النيكل. بين عامي 1978 و 1982، تم تخفيض أحجام القطع النقدية لمدة 20 سنتافوس وما فوق. تم إدخال المعادن الأساسية 100-، 200-، 500-، 1,000-، و5،000 بيزو بين عامي 1984 و 1988.

### عملات البيزو الجديدة
كان البيزو الجديد nuevo peso نتيجةً لارتفاع معدلات التضخم في المكسيك خلال ثمانينيات القرن العشرين. في عام ١٩٩٣، أزال الرئيس كارلوس ساليناس دي غورتاري ثلاثة أصفار من البيزو، ليصبح البيزو الجديد واحدًا مقابل ألف بيزو قديم.  أما العملات المعدنية السابقة، التي صدرت في سبعينيات وثمانينيات القرن العشرين، فكانت من النوع A أو AA، ولم تعد صالحة للاستخدام.  
قُدِّمَت عملات العملة الجديدة (المؤرخة عام 1992) في عام 1993 باعتبارها من النوع B أو السلسلة B في الفئات التالية:
- 5 و 10 سنتافو من الفولاذ المقاوم للصدأ ؛
- 20 و 50 سنتافو من البرونز الألومنيوم (تم تحويله إلى الفولاذ المقاوم للصدأ في عام 2009)؛
- ثنائي المعدن 1، و2، و5 بيزو جديد، مع مراكز برونزية من الألومنيوم وحلقات من الفولاذ المقاوم للصدأ ؛ و
- عملات معدنية ثنائية المعدن من فئة 10، و20، و50 بيزو جديدة، مع مراكز من الفضة الإسترلينية (0.925 نقية) وحلقات من البرونز والألومنيوم.

في عام 1996، أُزيلت كلمة nuevo من العملات المعدنية، المُصنفة على أنها من النوع C أو السلسلة C.  في عام ١٩٩٧، سُكّت عملات معدنية عادية من فئة ١٠ بيزو، مع استبدال المعدن الأساسي بالفضة. في عام ٢٠٠٠، بدأ سكّ عملات تذكارية من فئة ٢٠ بيزو بدون فضة. على الرغم من أن عملات ٥٠ و١٠٠ بيزو هي العملات المعدنية الوحيدة المتداولة حاليًا في العالم التي تحتوي على أي فضة، إلا أنها نادرًا ما تُتداول لأن محتواها من الفضة، الذي يبلغ نصف أونصة تروي، قد تجاوز ١٠٠ بيزو قيمةً منذ حوالي عام ٢٠١٠.
في عام 2003، بدأ بنك المكسيك في الإطلاق التدريجي لسلسلة جديدة من العملات المعدنية ثنائية المعدن فئة 100 دولار. يبلغ عدد هذه العملات 32 عملة - واحدة لكل ولاية من ولايات البلاد البالغ عددها 31 ولاية، بالإضافة إلى مدينة مكسيكو. في حين أن وجه هذه العملات يحمل شعار النبالة التقليدي للمكسيك، فإن ظهرها يُظهر شعارات النبالة الفردية للولايات المكونة لها. كانت الولايات الأولى التي اُحتُفِلَ بها بهذه الطريقة هي زاكاتيكاس، ويوكاتان، وفيراكروز، وتلاكسكالا. وهي نادرة للغاية في التداول، لكن قيمتها الجديدة تعوض عن القلق الذي يشعر به معظم المستخدمين لامتلاك مثل هذا المبلغ الكبير من المال في عملة واحدة. وعلى الرغم من أن البنك قد حاول تشجيع المستخدمين على جمع مجموعات كاملة من هذه العملات، وإصدار مجلدات عرض خاصة لهذا الغرض، إلا أن التكلفة العالية المتضمنة كانت ضدهم. تتوفر أيضًا إصدارات سبائك من هذه العملات، مع حلقة خارجية مصنوعة من الذهب بدلاً من البرونز الألومنيوم .
صدرت أول عملات معدنية من النوع C1 في عام 2020؛ وهي عمومًا عملات تذكارية بقيمة 20 دولارًا.  اعتبارًا من 2020 العملات المعدنية الأكثر شيوعًا في التداول هي 50 سنتًا، و1 دولار، و2 دولار، و5 دولارات، و10 دولارات. أما العملات التذكارية من فئة 20 دولارًا فهي أقل شيوعًا من أوراق 20 دولارًا. سُحبت عملة 5 سنتات من التداول عام 2002، بينما توقفت عملات 10 سنتات و20 سنتًا تدريجيًا عن التداول نظرًا لانخفاض قيمتها. تُسعّر بعض السلع بمضاعفات 10 سنتات، ولكن قد تختار المتاجر تقريب السعر الإجمالي إلى 50 سنتًا. كما أن هناك توجهًا لدى المتاجر الكبرى لتطلب من العملاء تقريب السعر الإجمالي إلى أقرب 50 سنتًا أو بيزو واحد للتبرع بالفرق تلقائيًا للجمعيات الخيرية.

## الأوراق النقدية

### أولاً

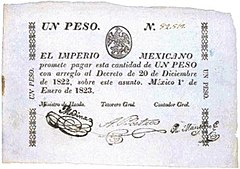
المظهر على واجهة البيزو المكسيكي الإمبراطوري.

صدرت الأوراق النقدية الأولى من قبل الدولة المكسيكية بين عامي 1822 و1823 من قبل الإمبراطور أوغستين دي إيتوربيدي في فئات 1 و2 و10 بيزو.  أصدرت الحكومة الجمهورية إصدارات مماثلة في وقت لاحق من عام 1823. كما أصدر الإمبراطور ماكسيميليان أوراق نقدية بقيمة عشرة بيزو في عام 1866، ولكن حتى عشرينيات القرن العشرين، كان إنتاج الأوراق النقدية يقع بالكامل في أيدي البنوك الخاصة والسلطات المحلية.
في عام ١٩٢٠، أصدرت لجنة النقد (Comisión Monetaria ) أوراقًا نقدية من فئة ٥٠ سنتًا و١ بيزو، بينما أصدر بنك المكسيك ( Banco de México ) أوراقًا نقدية من فئة ٢ بيزو. وبدءًا من عام ١٩٢٥، أصدر البنك أوراقًا نقدية من فئات ٥، و١٠، و٢٠، و٥٠، و١٠٠ بيزو، ثم تبعتها فئات ٥٠٠ و١٠٠٠ بيزو في عام ١٩٣١. وبدءًا من عام ١٩٣٥، بدأ البنك أيضًا بإصدار سلسلة جديدة من الأوراق النقدية (السلسلة AA) تتضمن أوراقًا نقدية من فئة ١ بيزو، وبدءًا من عام ١٩٤٥، فئة ١٠٠٠٠ بيزو. وقد طبعت هذه الأوراق النقدية شركة American Bank Note Company ‏ .  اُحتُفِظَ بالأوراق النقدية بقيمة 10000 بيزو في التداول بين عامي 1945 و1956 وطُرِحَت للتداول مرة أخرى في عام 1979، واُستُبدِلَت بالأوراق النقدية بقيمة 10000 والتي دخلت التداول في عام 1982.
طُبِعَت وأُصدِرَت سلسلة جديدة من الأوراق النقدية من قبل بنك المكسيك ، بدءًا من عام 1969 (مرة أخرى كسلسلة AA) بـ 10 بيزو، تلاها 5 بيزو في عام 1971، و20 و50 بيزو في عام 1973، و100 بيزو في عام 1975، و1000 بيزو في عام 1978، و500 بيزو في عام 1979، و10000 بيزو في عام 1982. كانت هذه هي الأوراق النقدية الأولى التي طُبِعَت مباشرة من قبل بنك المكسيك. 
توقف إنتاج الأوراق النقدية من فئة 1 بيزو في عام 1970، تلاه 5 بيزو في عام 1972، و10 و20 بيزو في عام 1977، و50 بيزو في عام 1984، و100 بيزو في عام 1985، و500 بيزو في عام 1987، و1000 بيزو في عام 1988. وأُصدِرَت سلسلة جديدة (السلسلة أ) بدءًا من عام 1980: حيث قُدِّمَت أوراق نقدية من فئة 5000 بيزو في عام 1980، تلتها 2000 بيزو في عام 1983، و20000 بيزو في عام 1985، و50000 بيزو في عام 1986، و100000 بيزو في عام 1991. 

#### سلسلة AA
أوراق نقدية من سلسلة AA طبعتها شركة American Bank Note Company ‏ (1936) :
| قيمة                   | الأبعاد (مليمتر) | تصميم                                                                                      | تصميم                                                       | تاريخ   | تاريخ |
| قيمة                   | الأبعاد (مليمتر) | الوجه الأمامي                                                                              | الوجه الخلفي                                                | الإصدار | السحب |
| ---------------------- | ---------------- | ------------------------------------------------------------------------------------------ | ----------------------------------------------------------- | ------- | ----- |
| بيزو مكسيكي 1 دولار    | 157 × 67 مم      | حجر الشمس الأزتكي                                                                          | ملاك الاستقلال ‏                                             | 1936    | 1970  |
| 5 دولارات مكسيكية      | 157 × 67 مم      | صورة لشابة جزائرية، تُعرف شعبياً باسم "الغجرية"                                              | ملاك الاستقلال ‏                                             | 1937    | 1971  |
| بيزو مكسيكي 10 دولارات | 157 × 67 مم      | صورة لامرأة شابة ترتدي الزي التقليدي لنساء الزابوتيك من أواكساكا، المعروف باسم "لا تيوانا" | لوحة فنية لمناظر طبيعية لمدينة غواناخواتو بريشة كارل نيبيل ‏ | 1937    | 1969  |
| 20 بيزو مكسيكي         | 157 × 67 مم      | جوزيفا أورتيز دي دومينغيز ‏                                                                 | دير دير سان أوغستين في كويريتارو                            | 1937    | 1973  |
| 50 بيزو مكسيكي         | 157 × 67 مم      | إغناسيو الليندي                                                                            | ملاك الاستقلال ‏                                             | 1941    | 1973  |
| بيزو مكسيكي 100 دولار  | 157 × 67 مم      | ميغيل هيدالغو                                                                              | شعار النبالة للمكسيك                                        | 1945    | 1975  |
| 500 بيزو مكسيكي        | 157 × 67 مم      | خوسيه ماريا موريلوس                                                                        | واجهة قصر المناجم ‏ في مدينة مكسيكو                          | 1936    | 1979  |
| 1000 بيزو مكسيكي       | 157 × 67 مم      | كواوتيموك                                                                                  | القلعة في تشيتشن إيتزا                                      | 1936    | 1978  |
| 10,000 دولار مكسيكي    | 157 × 67 مم      | ماتياس روميرو                                                                              | واجهة القصر الوطني ‏ وساحة زوكالو                            | 1943    | 1982  |

أوراق نقدية من الفئة AA طبعها بنك المكسيك (1969) :
| قيمة                   | الأبعاد (مليمتر) | تصميم                                                          | تصميم                                 | تاريخ          | تاريخ |
| قيمة                   | الأبعاد (مليمتر) | الوجه الأمامي                                                  | الوجه الخلفي                          | الإصدار        |       |
| ---------------------- | ---------------- | -------------------------------------------------------------- | ------------------------------------- | -------------- | ----- |
| 5 دولارات مكسيكية      | 157 × 67 مم      | جوزيفا أورتيز دي دومينغيز ‏ ، نسر يلتهم أفعى جرسية              | قناة كويريتارو                        | 19 يوليو 1971  |       |
| بيزو مكسيكي 10 دولارات | 157 × 67 مم      | ميغيل هيدالغو ، جرس دولوريس ‏                                   | رعية دولوريس هيدالغو ‏                 | 15 ديسمبر 1969 |       |
| 20 بيزو مكسيكي         | 157 × 66 مم      | خوسيه ماريا موريلوس ، كلية سان نيكولاس أوبيسبو ‏                | معبد الثعبان الريشي في تيوتيهواكان    | 28 مايو 1973   |       |
| 50 بيزو مكسيكي         | 157 × 67 مم      | بينيتو خواريز ، القصر الوطني ‏                                  | جرة جنائزية ومعبد زابوتيكي في ميتلا . | 15 نوفمبر 1973 |       |
| بيزو مكسيكي 100 دولار  | 157 × 67 مم      | فينوستيانو كارانزا ، جزء من لا ترينشيرا لخوسيه كليمنتي أوروزكو | تشاكمول                               | 19 نوفمبر 1975 |       |
| 500 بيزو مكسيكي        | 157 × 67 مم      | فرانسيسكو آي ماديرو                                            | حجر الشمس الأزتكي                     | 19 نوفمبر 1979 |       |
| 1000 بيزو مكسيكي       | 157 × 67 مم      | الأخت خوانا إينيس دي لا كروز                                   | بلازا دي سانتو دومينغو ، مكسيكو سيتي  | 11 ديسمبر 1978 |       |

#### السلسلة أ
أوراق نقدية من السلسلة أ (1980) :
| قيمة                 | الأبعاد (مليمتر) | تصميم                                         | تصميم                                                       | تاريخ الإصدار  |
| قيمة                 | الأبعاد (مليمتر) | الوجه الأمامي                                 | الوجه الخلفي                                                | تاريخ الإصدار  |
| -------------------- | ---------------- | --------------------------------------------- | ----------------------------------------------------------- | -------------- |
| 2000 بيزو مكسيكي     | 157 × 67 مم      | جوستو سييرا ، مكتبة UNAM المركزية             | الجامعة الملكية البابوية في المكسيك ‏ خلال القرن التاسع عشر. | 28 نوفمبر 1983 |
| 5000 بيزو مكسيكي     | 157 × 67 مم      | Niños Héroes ، شعار كتيبة سان بلاس ‏           | قلعة تشابولتيبيك ، شارة الأكاديمية العسكرية البطولية        | 12 سبتمبر 1980 |
| 10,000 دولار مكسيكي  | 157 × 67 مم      | لازارو كارديناس ، مصفاة لا كانجريجيرا         | اكتشافات تيمبلو مايور ‏ ، كويولكساوكي                        | 18 مارس 1982   |
| 20,000 دولار مكسيكي  | 157 × 67 مم      | أندريس كوينتانا رو ‏ ، تولوم                   | جدارية بونامباك ، عتب ياكسشيلان رقم 25                      | 13 نوفمبر 1985 |
| 50,000 دولار مكسيكي  | 157 × 67 مم      | كواوتيموك                                     | اندماج الثقافتين بواسطة خورخي غونزاليس كامارينا ‏            | 2 ديسمبر 1986  |
| 100,000 دولار مكسيكي | 157 × 67 مم      | بلوتاركو إلياس كاليس ، واجهة مبنى بنك المكسيك | خليج غوايماس والغزلان ذات الذيل الأبيض                      | 2 سبتمبر 1991  |

### البيزو الثاني

#### السلسة ب
في عام ١٩٩٣، طُرحت أوراق نقدية جديدة من فئات ١٠، ٢٠، ٥٠، و١٠٠ بيزو جديد. وقد صنف بنك المكسيك هذه الأوراق النقدية بالفئة "ب"  (هذا التصنيف ليس تسمية السلسلة المكونة من حرف أو حرفين المطبوعة على الأوراق النقدية نفسها). طُبعت جميعها بتاريخ ٣١ يوليو ١٩٩٢. وقد استُوحيت التصاميم من الأوراق النقدية المقابلة للبيزو القديم.
| قيمة                         | أبعاد (ملليمترات) | تصميم                                         | تصميم                                            | تاريخ الإصدار | تاريخ الإصدار |
| قيمة                         | أبعاد (ملليمترات) | الوجه الأمامي                                 | الوجه الخلفي                                     | تاريخ الإصدار | تاريخ الإصدار |
| ---------------------------- | ----------------- | --------------------------------------------- | ------------------------------------------------ | ------------- | ------------- |
| بيزو مكسيكي 10 دولارات نامية | 155 × 66 مم       | لازارو كارديناس ، مصفاة لا كانجريجيرا         | عمدة المعبد ‏ ، كويولكساوهكي                      | 1 يناير 1993  |               |
| 20 بيزو مكسيكي               | 155 × 66 مم       | أندريس كوينتانا رو ‏ ، تولوم                   | جدارية بونامباك ، عتب ياكسشيلان رقم 25           | 1 يناير 1993  |               |
| 50 بيزو مكسيكي               | 155 × 66 مم       | كواوتيموك                                     | اندماج الثقافتين بواسطة خورخي غونزاليس كامارينا ‏ | 1 يناير 1993  |               |
| بيزو مكسيكي 100 دولار ناميبي | 155 × 66 مم       | بلوتاركو إلياس كاليس ، واجهة مبنى بنك المكسيك | خليج غوايماس والغزلان ذات الذيل الأبيض           | 1 يناير 1993  |               |

#### السلسلة ج
كانت جميع أوراق النقد من الفئة C تحمل تصميمات جديدة تمامًا، وطُبعت بتاريخ 10 ديسمبر 1993، ولكن لم تُصدر إلا في أكتوبر 1994. وبقيت كلمة "nuevos" كما هي، وأُضيفت أوراق نقدية من فئتي 200 و500 nuevos pesos.  كانت قيمة ورقة الـ 500 nuevos pesos تزيد عن 100 دولار أمريكي عند طرحها، ولكن قيمتها انخفضت إلى ما يقارب 100 دولار أمريكي بحلول نهاية عام 1994.
| قيمة                         | أبعاد (ملليمترات) | تصميم                                                                                             | تصميم                                              | تاريخ الإصدار | تاريخ الإصدار |
| قيمة                         | أبعاد (ملليمترات) | الوجه الأمامي                                                                                     | الوجه الخلفي                                       | تاريخ الإصدار | تاريخ الإصدار |
| ---------------------------- | ----------------- | ------------------------------------------------------------------------------------------------- | -------------------------------------------------- | ------------- | ------------- |
| بيزو مكسيكي 10 دولارات نامية | 129 × 66 مم       | إيميليانو زاباتا ، يديه تحملان آذان الذرة                                                         | تمثال زاباتا في كواوتلا وبوبوكاتيبيتل وإزتاكيهواتل | 3 أكتوبر 1994 |               |
| 20 بيزو مكسيكي               | 129 × 66 مم       | بينيتو خواريز ، شعار النبالة للجمهورية الفيدرالية الثانية للمكسيك                                 | بينيتو خواريز دراجة هوائية ‏ ، مكسيكو سيتي          | 3 أكتوبر 1994 |               |
| 50 بيزو مكسيكي               | 129 × 66 مم       | خوسيه ماريا موريلوس ، العلم الذي استخدمه موريلوس في حرب الاستقلال المكسيكية                       | مشهد من بحيرة باتزكوارو ‏ ، ميتشواكان               | 3 أكتوبر 1994 |               |
| بيزو مكسيكي 100 دولار ناميبي | 155 × 66 مم       | نيزاهوالكويوتل                                                                                    | تمثال Xōchipilli ، تمثال Xiuhcoatl                 | 3 أكتوبر 1994 |               |
| 200 بيزو مكسيكي              | 155 × 66 مم       | سور خوانا إينيس دي لا كروز ، كتاب ومحبرة ومكتبتها                                                 | واجهة معبد سان جيرونيمو                            | 3 أكتوبر 1994 |               |
| 500 بيزو مكسيكي              | 155 × 66 مم       | إجناسيو سرقسطة ، جزء من فويرتس يحارب الدعم في لوس سيروس دي لوريتو وغوادالوبي بواسطة جوزيب كوزاتش ‏ | كاتدرائية بويبلا                                   | 3 أكتوبر 1994 |               |

#### السلسلة د
طُرحت السلسلة التالية من الأوراق النقدية، المسماة السلسلة د، عام ١٩٩٦. وهي نسخة معدلة من السلسلة ج، حيث أُزيلت كلمة "nuevos" منها، وغُيّر اسم البنك من "El Banco de México" إلى "Banco de México"، وأُزيلت عبارة "pagará a la vista al portador" ( الدفع عند الاطلاع لحاملها ).  على الرغم من أن السلسلة د تتضمن ورقة نقدية من فئة ١٠ دولارات، ولا تزال عملة قانونية، إلا أنها لم تعد تُطبع، ونادرًا ما تُرى، والعملة المعدنية أكثر شيوعًا. نادرًا ما تُتداول أوراق نقدية من فئة ١٠ دولارات. لكل فئة عدة تواريخ مطبوعة.
في عام 2000، صدرت سلسلة تذكارية تعتمد على السلسلة D مع النص الإضافي "75 aniversario 1925-2000" تحت عنوان البنك، والذي يشير إلى الذكرى الخامسة والسبعين لتأسيس البنك. 
بدءًا من عام 2001، تم تحديث كل فئة في السلسلة. كانت فئات 50 و100 و200 و500 بيزو مكسيكي هي الأولى التي تمت ترقيتها بدءًا من 15 أكتوبر 2001؛ وفي محاولة لمكافحة التزوير، تم تعديل هذه الأوراق النقدية بإضافة شريط قزحي الألوان.  على الأوراق النقدية من فئة 100 بيزو فأكثر، تتم طباعة الفئة بحبر متغير اللون في الزاوية اليمنى العليا.  في 30 سبتمبر 2002، تم طرح ورقة نقدية جديدة بقيمة 20 دولارًا. تمت طباعة هذه الورقة النقدية الجديدة على بلاستيك بوليمر طويل الأمد بدلاً من الورق، وتفتقر إلى الشريط قزحي الألوان، ولكنها تتضمن نافذة شفافة.  تم إصدار ورقة نقدية جديدة بقيمة 1000 دولار في 15 نوفمبر 2004، والتي كانت قيمتها حوالي 88 دولارًا أمريكيًا عند طرحها. يشير بنك المكسيك إلى هذه الأوراق النقدية المحسنة خلال موجة التغيير هذه باسم "السلسلة D1". 
| قيمة                   | أبعاد (ملليمترات) | اللون الرئيسي | تصميم                                                                                                   | تصميم                                              | تواريخ                                                   | تواريخ                                     | تواريخ |
| قيمة                   | أبعاد (ملليمترات) | اللون الرئيسي | الوجه الأمامي                                                                                           | الوجه الخلفي                                       | الطباعة                                                  | الإصدار                                    | السحب  |
| ---------------------- | ----------------- | ------------- | --- | -------------------------------------------------- | -------------------------------------------------------- | ------------------------------------------ | ------ |
| 10 دولارات بيزو مكسيكي | 129 × 66 مم       | أكوا          | إيميليانو زاباتا ، يديه تحملان آذان الذرة                                                               | تمثال زاباتا في كواوتلا وبوبوكاتيبيتل وإزتاكيهواتل | 6 مايو 1994                                              | 1 يناير 1996                               | 1997   |
| 20 بيزو مكسيكي         | 129 × 66 مم       | أزرق          | بينيتو خواريز ، شعار النبالة للجمهورية الفيدرالية الثانية للمكسيك                                       | بينيتو خواريز دراجة هوائية ‏ في مدينة مكسيكو        | 6 مايو 1994 17 مايو 2001 (بوليمر)                        | 1 يناير 1996 30 سبتمبر 2002                | حاضِر   |
| 50 بيزو مكسيكي         | 129 × 66 مم       | أرجواني       | خوسيه ماريا موريلوس ، العلم الذي استخدمه موريلوس في حرب الاستقلال المكسيكية                             | مشهد من بحيرة باتزكوارو ‏ ، ميتشواكان               | 6 مايو 1994 18 أكتوبر 2000 (قزحي الألوان)                | 1 يناير 1996 15 أكتوبر 2001                | حاضِر   |
| 100 بيزو مكسيكي        | 155 × 66 مم       | أحمر          | نيزاهوالكويوتل                                                                                          | تمثال Xōchipilli ، تمثال Xiuhcoatl                 | 6 مايو 1994 18 أكتوبر 2000 (تغيير اللون) ؟ (حبر مرتفع)   | 1 يناير 1996 15 أكتوبر 2001 19 ديسمبر 2005 | حاضِر   |
| 200 بيزو مكسيكي        | 155 × 66 مم       | أخضر          | سور خوانا إينيس دي لا كروز ، كتاب ومحبرة ومكتبتها                                                       | واجهة معبد سان جيرونيمو                            | 7 فبراير 1995 18 أكتوبر 2000 (تغيير اللون) ؟ (حبر مرتفع) | 1 يناير 1996 15 أكتوبر 2001 19 ديسمبر 2005 | حاضِر   |
| 500 بيزو مكسيكي        | 155 × 66 مم       | بني           | إجناسيو سرقسطة ، جزء من فويرتيس يقاتل سوستينيدوس في لوس سيروس دي لوريتو وجوادالوبي بواسطة جوزيب كوزاتش ‏ | كاتدرائية بويبلا ‏                                  | 7 فبراير 1995 18 أكتوبر 2000 (تغيير اللون) ؟ (حبر مرتفع) | 1 يناير 1996 15 أكتوبر 2001 19 ديسمبر 2005 | حاضِر   |
| 1000 بيزو مكسيكي       | 155 × 66 مم       | أرجواني       | ميغيل هيدالغو ، جرس دولوريس ‏                                                                            | جامعة غواناخواتو ‏ ، نافورة باراتيلو                | 26 مارس 2002                                             | 15 نوفمبر 2004                             | حاضِر   |

في 5 إبريل/نيسان 2004، وافق مجلس النواب على مبادرة للمطالبة بأن يصدر بنك المكسيك بحلول الأول من يناير/كانون الثاني 2006 أوراقاً نقدية وعملات معدنية يمكن التعرف عليها من قبل السكان المكفوفين (الذين يقدر عددهم بأكثر من 750 ألف مواطن من ذوي الإعاقة البصرية، بما في ذلك 250 ألف شخص مصابون بالعمى الكامل). 
| قيمة       | صورة | وصف النمط                                                                |
| ---------- | ---- | ------------------------------------------------------------------------ |
| 100 دولار  |      | خمسة خطوط قطرية متوازية، ذات ميل سلبي، وكل منها مقسم إلى ثلاثة أجزاء.    |
| 200 دولار  |      | نمط مربع مكسور مع الخطوط العريضة في كل زاوية.                            |
| 500 دولار  |      | أربعة خطوط أفقية متوازية، كل منها مقسم إلى ثلاثة أجزاء.                  |
| 1000 دولار |      | دائرتان متحدة المركز، كل واحدة مكونة من أربعة خطوط متقطعة، ونقطة مركزية. |

في 19 ديسمبر 2005، طُبعت أوراق نقدية من فئة 100، و200، و500 بيزو مكسيكي من السلسلة D1، متضمنة أنماطًا بارزة وملموسة، بهدف جعلها سهلة التمييز للأشخاص الذين يعانون من ضعف البصر. وقد أثار هذا النظام تساؤلات. ويطالب الكثيرون باستبدالها بطريقة برايل الفعلية ليتمكن زوار المكسيك غير المعتادين على هذه الرموز من استخدامها.  صرّح بنك المكسيك بأنه سيواصل إصدار الأوراق النقدية التي تحمل هذه الرموز. وستستمر الأنماط اللمسية في السلسلة ف، كما أُضيف نمط رابع إلى ورقة الألف دولار المكسيكي. 

#### السلسة ف
في سبتمبر 2006، أُعلِنَ عن التقديم التدريجي لعائلة جديدة من الأوراق النقدية (المعروفة باسم السلسلة F أو النوع F). أُطلِقَت تم إطلاق فئة 50 بيزو في نوفمبر 2006.  أُطلِقَت ورقة نقدية بقيمة 20 بيزو في أغسطس 2007.  تم إطلاق ورقة نقدية بقيمة 1000 بيزو في مارس 2008.  أُصدِرَت 200 دولار في عام 2008،  وأُصدِرَت أوراق نقدية بقيمة 100 دولار و500 دولار في أغسطس 2010.   في السلسلة F، تُطبَع أوراق النقد بقيمة 20 و50 بيزو على البوليمر وتتضمن نوافذ شفافة؛ تتضمن جميع الفئات عنصرًا متغير اللون. بالنسبة لأوراق النقد بقيمة 100 بيزو فأكثر، تتضمن خيط ثلاثي الأبعاد/ديناميكي؛  يحتوي هذا الموضوع على صور ثلاثية الأبعاد للقواقع التي تتحرك بشكل عمودي بالنسبة لحركة الورقة النقدية، وبالتالي فإنها ستتحرك من جانب إلى آخر إذا حُرِّكَت الورقة النقدية لأعلى ولأسفل، على سبيل المثال. 
تضمنت السلسلة ف الأنماط اللمسية التي أُنتجت عن طريق الطباعة الغائرة من السلسلة د لتمييز الفئات التي تبدأ من 100 بيزو؛ بينما نُقشت القيمة مباشرةً على أوراق 20 و50 بيزو في النوافذ الشفافة.  بالإضافة إلى ذلك، يمكن تمييز فئات السلسلة ف من حيث الطول. كل فئة أطول من الفئة الأدنى بـ 7 مـم (0.28 بوصة) ، وتم توزيع لوحة بلاستيكية مجانًا بدءًا من نوفمبر 2012، والتي تضمنت علامات قياس بارزة وحروف برايل لمساعدة الأشخاص ضعاف البصر. 
أُصدِرَت ورقة نقدية منقحة بقيمة 50 دولارًا، مع ميزات أمان محسنة، في 6 مايو 2013، وهي تُعرف باسم النوع F1.  
|        | القيمة      | الأبعاد     | اللون الرئيسي                                                   | وصف                                                                                     | وصف                     | تاريخ                            | تاريخ                           | تاريخ |
|        | القيمة      | الأبعاد     | اللون الرئيسي                                                   | الوجه الأمامي                                                                           | الوجه الخلفي            | الطباعة                          | الإصدار                         | السحب |
| ------ | ----------- | ----------- | --------------------------------------------------------------- | --------------------------------------------------------------------------------------- | ----------------------- | -------------------------------- | ------------------------------- | ----- |
|        | $20         | 120 × 66 مم | أزرق                                                            | بينيتو خواريز، موازنة الميزان والكتاب                                                   | مونت ألبان، قناع كوسيجو | 19 يونيو 2006                    | 20 أغسطس 2007                   | حالي  |
|        | $50         | 127 × 66 مم | أرجواني                                                         | خوسيه ماريا موريلوس، العلم الذي استخدمه موريلوس في حرب الاستقلال المكسيكية              | قناة موريليا            | 5 نوفمبر 2004 12 يونيو 2012 (F1) | 21 نوفمبر 2006 6 مايو 2013 (F1) | حالي  |
| $100   | 134 × 66 مم | أحمر        | نيزاهوالكويوتل                                                  | تمثيل قناة تيمبلو مايور والساحة المركزية في تينوختيتلان، الصورة الرمزية لنيزاهوالكويوتل |                         | 9 أغسطس 2010                     |                                 | حالي  |
| $200   | 141 × 66 مم | أخضر        | سور خوانا إينيس دي لا كروز، كتب، محبرة، قلمان ونافذة مكتبة      | هاسيندا بانوايا في أميكاميكا، جرن المعمودية وإطلالة على بوبوكاتيبيتل وإيزتاكيهواتل      | 15 فبراير 2008          | 8 سبتمبر 2008                    |                                 | حالي  |
| $500   | 148 × 66 مم | بني         | دييغو ريفيرا، لوحة ريفيرا Desnudo con alcatraces والفرش واللوحة |                                                                                         |                         | 30 أغسطس 2010                    |                                 | حالي  |
| $1,000 | 155 × 66 مم | بنفسجي      | ميغيل هيدالغو، جرس دولوريس                                      | جامعة غواناخواتو                                                                        |                         | 7 أبريل 2008                     |                                 | حالي  |

#### الأوراق النقدية التذكارية
في 29 سبتمبر/أيلول 2009، كشف بنك المكسيك عن مجموعة من الأوراق النقدية التذكارية. تخلد هذه الورقة النقدية من فئة 100 بيزو الذكرى المئوية لانطلاق الثورة المكسيكية (1910-1920). تُخلّد ورقة الـ 200 بيزو ذكرى مرور مائتي عام على بدء حرب الاستقلال المكسيكية عام 1810. كان هناك خطأ مطبعي في أوراق الـ 100 دولار، في الأحرف الصغيرة (التي تكاد تكون غير ملحوظة، لصغر حجمها ولونها المماثل للخطوط المتموجة)، بالقرب من الزاوية اليمنى العليا، فوق الذرة الشفافة مباشرةً، من جانب "الثورة ضد ديكتاتورية بورفيريانا"، كُتب: "Sufragio electivo y no reelección" (حق انتخابي ولا إعادة انتخاب). يُفترض أن هذا اقتباس من عبارة فرانسيسكو الأول ماديرو الشهيرة، لكنه قال: "Sufragio efectivo no reelección" (حق انتخابي صحيح، لا إعادة انتخاب). أصدر الرئيس فيليبي كالديرون بيانًا صحفيًا اعتذر فيه عن ذلك، وأكد أن الأوراق النقدية ستظل متداولة، وستحتفظ بقيمتها. 
وعلى نحو مماثل، كُشِفَ عن ورقة نقدية بقيمة 100 بيزو لإحياء الذكرى المئوية لإقرار دستور المكسيك وأُصدِرَت في عام 2017. 

في عام 2019، أصدر بنك المكسيك ورقة نقدية جديدة بقيمة 200 بيزو من إصدارات السلسلة G ، ولكنها تحتوي على طباعة خاصة تشير إلى الذكرى الخامسة والعشرين لاستقلال بنك المكسيك عن الحكومة الفيدرالية.
أوراق نقدية تذكارية من السلسلة ف وج 
| الصور         | الصور        | قيمة      | أبعاد (ملليمترات) | اللون الرئيسي | تصميم | تصميم                                                                                            | تاريخ   | تاريخ          | تاريخ |
| الوجه الأمامي | الوجه الخلفي | قيمة      | أبعاد (ملليمترات) | اللون الرئيسي | الوجه الأمامي | الوجه الخلفي                                                                                     | الطباعة | الإصدار        | السحب |
| ------------- | ------------ | --------- | ----------------- | ------------- | --- | ------------------------------------------------------------------------------------------------ | ------- | -------------- | ----- |
|               |              | 100 دولار | 134 × 66 مم       | أحمر          | قاطرة بخارية | Del Porfirismo a la Revolución (من دكتاتورية بورفيريو دياز إلى الثورة) بقلم ديفيد ألفارو سيكيروس |         | 23 سبتمبر 2009 | حاضِر  |
|               |              | 200 دولار | 141 × 66 مم       | أخضر          | ميغيل هيدالغو يحمل لافتة أصبحت علم المتمردين                                                                                        | ملاك الاستقلال ‏ يقع في مدينة مكسيكو على باسيو دي لا ريفورما ‏                                     |         | 23 سبتمبر 2009 | حاضِر  |
|               |              | 100 دولار | 134 × 66 مم       | أحمر          | الرئيس فينوستيانو كارانزا ورئيس الكونجرس لويس مانويل روخاس يؤديان اليمين الدستورية أمام الجمعية التأسيسية بعد تعديل الدستور (1917). | أعضاء الكونغرس يقسمون على الالتزام بالدستور المكسيكي وتطبيقه.                                    |         | 5 فبراير 2017  | حاضِر  |

#### السلسلة ج
في أغسطس 2018، بدأ تداول سلسلة جديدة من الأوراق النقدية. وطُبّقت إجراءات جديدة لمكافحة التزوير. يُصوّر وجه الأوراق النقدية عصورًا تاريخية مهمة وشخصيات بارزة، بينما يُصوّر ظهرها النظم البيئية المتنوعة للبلاد عبر أحد مواقع التراث العالمي في المكسيك .
لم يكن من المقرر في الأصل أن تتضمن هذه السلسلة ورقة نقدية بقيمة 20 دولارًا، إذ كان من المقرر استبدالها تدريجيًا بعملة معدنية،  ولكن صدرت ورقة نقدية بقيمة 20 دولارًا في سبتمبر 2021 احتفالًا بالذكرى المئوية الثانية لاستقلال المكسيك.  تُنتج أوراق النقد من فئات 20، و50، و100 بيزو من البوليمر، بينما تُطبع الأوراق النقدية الأخرى على الورق. وفي حال الحاجة، سيطرح بنك المكسيك ورقة نقدية بقيمة 2000 دولار. 
أُسقِطَت رموز النقش الغائر السابقة من السلسلة G. وبدلاً من ذلك، تحتوي الحواف العلوية اليسرى واليمنى لأوراق النقد من فئة 200، و500، و1000 بيزو على خطوط أفقية متوازية ملموسة للتعريف عن طريق اللمس. تحتوي أوراق النقد من فئة 200 بيزو على خطين؛ وتحتوي أوراق النقد من فئة 500 و1000 بيزو على ثلاثة وأربعة خطوط على التوالي.  تُنقَش قيمة أوراق النقد من فئة 20، و50، و100 بيزو في النوافذ الشفافة للأوراق النقدية المقابلة، إلى جانب نمط مميز. 

كما تحتفظ أوراق النقد من السلسلة G بنفس 7 مـم (0.28 بوصة) زيادة تدريجية في الطول بين الفئات من السلسلة F، بدءًا من ورقة 50 بيزو مكسيكي، والتي تبلغ قيمتها 125 مـم (4.9 بوصة) طويل؛ تشمل الاستثناءات ورقة نقدية تذكارية بقيمة 20 بيزو مكسيكي من الفئة G، وهي 120 مـم (4.7 بوصة) طويلة، والأوراق النقدية المخطط لها بقيمة 2000 دولار، والتي ستكون 6 مـم (0.24 بوصة) أطول من ورقة الـ 1000 دولار.  أُصدِرَت نسخة جديدة من الحافظة المخصصة للتحجيم، متوافقة مع كل من السلسلة F وG، بدءًا من سبتمبر 2019. 
|        |             | القيمة  | الأبعدا بالملمتر                                                      | Main color | تصميم                                   | تصميم | تاريخ        | تاريخ          | تاريخ |
|        |             | القيمة  | الأبعدا بالملمتر                                                      | Main color | الوجه الأمامي                           | الوجه الخلفي                                                                                                  | الطباعة      | الإصدار        | السحب |
| ------ | ----------- | ------- | --------------------------------------------------------------------- | --- | --------------------------------------- | --- | ------------ | -------------- | ----- |
|        |             | $20     | 120 × 65 مم                                                           | أحمر وأخضر | الذكرى المئوية الثانية لاستقلال المكسيك | النظام البيئي لأشجار المانغروف يمثله التمساح المكسيكي وطائر أبو ملعقة الوردي ومحميّة سيان كا آن للمحيط الحيوي. | 6 يناير 2021 | 24 سبتمبر 2021 | حالي  |
| $50    | 125 × 65 مم | أرجواني | المكسيك قبل الحقبة الإسبانية؛ تأسيس تينوشتيتلان                       | النظم البيئية النهرية والبحيرية يمثّلها الإكسولوتل ومنطقة زوتشيميلكو.                                                 | 31 مارس 2021                            | 28 أكتوبر 2021                                                                                                |              |                | حالي  |
| $100   | 132 × 65 مم | أحمر    | إسبانيا الجديدة؛ سور خوانا إينيس دي لا كروز                           | النظم البيئية للغابات المعتدلة يمثّلها فراشة الملك ومحميّة فراشة الملك للمحيط الحيوي.                                  | 8 مايو 2020                             | 12 نوفمبر 2020                                                                                                |              |                | حالي  |
| $200   | 139 × 65 مم | أخضر    | المكسيك المستقلة؛ ميغيل إيدالغو وخوسيه ماريا موريلوس إي بافون         | النظم البيئية الصحراوية ونباتات المتورال يمثّلها النسر الذهبي ومحميّة إل بيناكاتي وجران ديزيرتو دي ألتر للمحيط الحيوي. | 28 نوفمبر 2018                          | 2 سبتمبر 2019                                                                                                 |              |                | حالي  |
| $500   | 146 × 65 مم | أزرق    | فترة الإصلاح واستعادة الجمهورية؛ بينيتو خواريز                        | النظم البيئية الساحلية والبحرية والجزرية يمثّلها الحوت الرمادي ومحميّة إل فيسكاينو للمحيط الحيوي.                      | 19 مايو 2017                            | 27 أغسطس 2018                                                                                                 |              |                | حالي  |
| $1,000 | 153 × 65 مم | رمادي   | الثورة المكسيكية؛ فرانسيسكو إ. ماديرو، هيرميلا غاليندو، وكارمن سيردان | النظم البيئية للغابات الاستوائية الرطبة يمثّلها النمر الأمريكي ومحميّة كالاكمول للمحيط الحيوي.                         | 10 يونيو 2019                           | 19 نوفمبر 2020                                                                                                |              |                | حالي  |
| $2,000 | 159 × 65 مم | أصفر    | المكسيك المعاصرة؛ أوكتافيو باث وروزاريو كاستيانوس                     | النظم البيئية للغابات الجافة يمثّلها خفاش الأنف الطويل المكسيكي ومنطقة صبار التكيلا.                                  |                                         | فقط عند الضرورة                                                                                               |              |                | حالي  |

## الاستخدام خارج المكسيك

### القرن التاسع عشر
كان الدولار الإسباني والبيزو المكسيكي بمثابة عملة احتياطية عالمية قياسية فضية ، مُعترف بها في جميع أنحاء أوروبا وآسيا والأمريكتين من القرن السادس عشر إلى القرن العشرين. وكانا عملة قانونية في الولايات المتحدة حتى عام ١٨٥٧، وفي الصين حتى عام ١٩٣٥.
كان الدولار الإسباني والبيزو المكسيكي، وهما عملتان شائعتان في القرنين الثامن عشر والتاسع عشر، يُستخدمان على نطاق واسع في الولايات المتحدة الأمريكية في بداياتها. في السادس من يوليو عام ١٧٨٥، حُددت قيمة الدولار الأمريكي بموجب مرسوم قضائي لتقترب من قيمة الدولار الإسباني. واستند كلاهما إلى محتوى الفضة في العملات المعدنية. 
لم تُصدَر أول عملات الدولار الأمريكي حتى 2 أبريل 1792، واستمر الاعتراف الرسمي بالبيزو واستخدامه في الولايات المتحدة، إلى جانب العملات الأجنبية الأخرى، حتى 21 فبراير 1857. وفي كندا، ظل البيزو عملة قانونية، إلى جانب العملات الفضية الأجنبية الأخرى، حتى عام 1854 واستمر تداوله بعد ذلك التاريخ.
كان البيزو المكسيكي أيضًا بمثابة نموذج لدولار المضيق (الذي يُعرف الآن بالدولار السنغافوري / دولار بروناي )، والرينغيت الماليزي ، ودولار هونغ كونغ ، والين الياباني ، والوون الكوري ، واليوان الصيني .  وتعني الكلمة الصينية "يوان" "مستدير"، وهي تصف الدولارات الإسبانية ، والبيزو المكسيكي "المُقلّد" (الكاب آند راي)، وغيرها من الدولارات الفضية المستخدمة في الصين من القرن الثامن عشر إلى القرن العشرين. كما كان البيزو المكسيكي عملة قانونية لفترة وجيزة في سيام في القرن التاسع عشر، حيث لم تتمكن دور سك العملة الحكومية من استيعاب التدفق المفاجئ للتجار الأجانب، وكان يتم تبادله بسعر ثلاثة بيزو مقابل خمسة بات تايلاندي . 

### القرن الحادي والعشرين
تقبل بعض المؤسسات في المناطق الحدودية للولايات المتحدة البيزو المكسيكي كعملة، مثل بعض متاجر وول مارت الحدودية، وبعض محطات الوقود الحدودية مثل سيركل كي، ومحلات السوبر ماركت لا بوديجا في سان يسيدرو على حدود تيخوانا ‏ .  في عام 2007، بدأت بيتزا باترون ‏ ، وهي سلسلة مطاعم بيتزا في الجزء الجنوبي الغربي من الولايات المتحدة، في قبول العملة، مما أثار الجدل في الولايات المتحدة.  

## سعر الصرف MXN الحالي
| من Yahoo! Finance: | AUD CAD CHF EUR GBP HKD JPY USD CAD EUR JPY |
| من XE.com:         | AUD CAD CHF EUR GBP HKD JPY USD CAD EUR JPY |
| من Investing.com:  | AUD CAD CHF EUR GBP HKD JPY USD CAD EUR JPY |
| منOANDA.com:       | AUD CAD CHF EUR GBP HKD JPY USD CAD EUR JPY |

## سلسلة الطبعات

### طبعات السلسلة ا ا
| MXP $1     | 157 x 67 mm | حجر تقويم الأزتك                                                                                          | Column of the Independence                               | 1936 | 1970 |
| MXP $5     | 157 x 67 mm | Portrait of an Algerian young woman, popularly known as “the gipsy”                                       | Column of the Independence                               | 1937 | 1971 |
| MXP $10    | 157 x 67 mm | Portrait of a young woman wearing the typical costume of Zapotec women from Oaxaca, known as "la Tehuana" | Landscape painting of the غواناخواتو by Carl Nebel       | 1937 | 1969 |
| MXP $20    | 157 x 67 mm | Josefa Ortiz de Domínguez                                                                                 | Cloister of the Convent of San Agustín in مدينة كيريتارو | 1937 | 1973 |
| MXP $50    | 157 x 67 mm | إغناثيو أليند                                                                                             | Column of the Independence                               | 1941 | 1973 |
| MXP $100   | 157 x 67 mm | ميغيل إيدالغو إي كوستيا                                                                                   | شعار المكسيك                                             | 1945 | 1975 |
| MXP $500   | 157 x 67 mm | خوسيه ماريا موريلوس                                                                                       | Façade of the Palace of Mines in مدينة مكسيكو            | 1936 | 1979 |
| MXP $1000  | 157 x 67 mm | كواوتيموك                                                                                                 | معبد تشيتشن إيتزا at تشيتشن إيتزا                        | 1936 | 1978 |
| MXP $10000 | 157 x 67 mm | ماتياس روميرو                                                                                             | Façade of the National Palace and Zócalo                 | 1943 | 1982 |

## روابط خارجية
- Mexican Paper Money, description of the Mexican banknotes of the Bank of Mexico issued from 1925 until now.
- Banknotes and coins نسخة محفوظة 28 سبتمبر 2015 على موقع واي باك مشين. at the site of بنك المكسيك (Mexico's Central Bank)
- Historia de la moneda y del billete en México, history of the currency from the Banco de México
- Images of historic and modern Mexican coins
- Historical banknotes of Mexico (بالإنجليزية والألمانية)